# كوو بون-سنغ
كوو بون-سنغ (الكورية: 구본상) هو لاعب كرة قدم كوري جنوبي في مركز الوسط، ولد في 14 أكتوبر 1989 في كوريا الجنوبية. لعب مع أولسان هيونداي وإنتشون يونايتد.

## وصلات خارجية
- كوو بون-سنغ على موقع دوري كوريا الجنوبية (الإنجليزية)